# Sabrina Windmüller

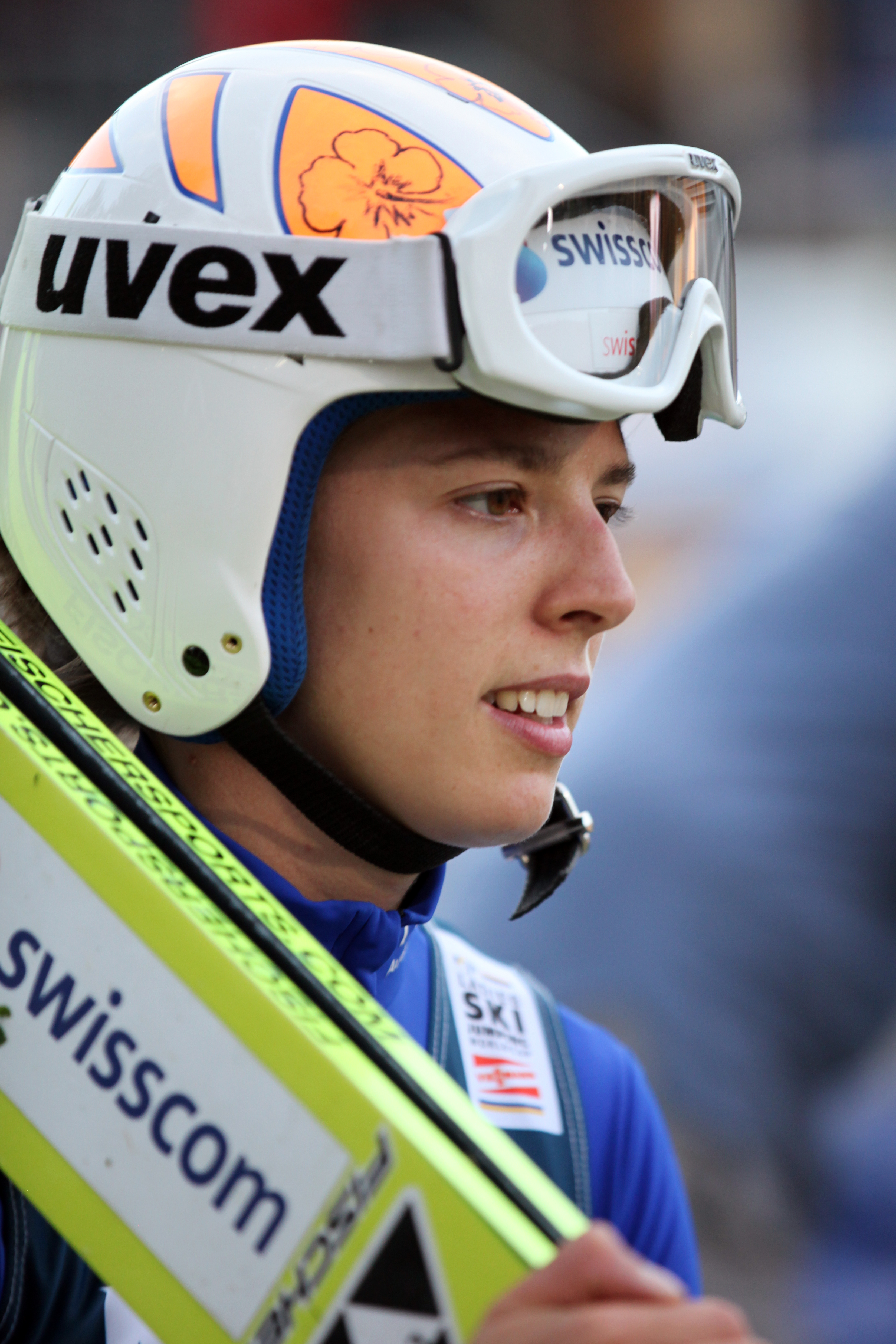
Sabrina Windmüller i Hinterzarten, 2012.

Sabrina Windmüller, född 13 oktober 1987 i Walenstadt i St. Gallen, är en schweizisk backhoppare. Hon representerar OSSV Wildhaus och SSC Toggenburg.

## Karriär
Sabrina Windmüller debuterade internationellt i kontinentalcupen (som då var den högsta nivån inom backhoppning för kvinnor) i Toblach i Italien 18 januari 2006. Hon blev nummer 31 i sin första tävling i kontinentalcupen. Hon tog sin första placering bland de tio bästa i en deltävling i kontinentalcupen i Saalfelden i Österrike 8 februari 2007 där hon blev nummer 9. Windmüller har tävlat 6 säsongen i kontinentalcupen. Säsongen 2009/2010 är hennes bästa hittills. Då blev hon nummer 19 sammanlagt. 
Windmüller deltog i backhoppningstävlingen i vinter-Universiaden januari 2011 i Erzurum i Turkiet. Hon slutade på en femteplats i tävlingen som vanns av Elena Runggaldier från Italien. 
I Skid-VM 2011 i Oslo i Norge. Det tävldes i normalbacken (Midstubakken) 25 februari och Windmüller slutade på en 25:e plats. Daniela Iraschko från Österrike vann (och säkrade Österrike samtliga fem guldmedaljer i backhoppning i VM 2011) före Elena Runggaldier och Coline Mattel från Frankrike.
Den första världscupen för damer arrangerades säsongen 2011/2012. Öppningstävlingen i världscupen avhölls i normalbacken i Lillehammer 3 december 2011. Den historiska tävlingen vanns av Sarah Hendrickson från USA. Windmüller deltog inte i den första världscuptävlingen, men vann den andra, i Hinterzarten 7 januari 2012, 0,8 poäng före Lindsey Van från USA. Sabrina Windmüller blev nummer 20 sammanlagt i den första världscuptävlingen för damer. Sarah Hendrickson vann sammanlagt före Daniela Iraschko och Sara Takanashi från Japan.